# These Are the Voyages...
These Are the Voyages... is de 22e aflevering van het vierde seizoen van Star Trek: Enterprise, en tevens de laatste aflevering die is gemaakt van deze serie. Het verhaal gaat over William T. Riker en Deanna Troi, die een holografische simulatie gebruiken om een dilemma van Riker op te lossen. Dit programma toont de laatste missie van de USS Enterprise NX-01 voordat hij in opslag wordt geplaatst, en toont tevens de stichting van de Verenigde Federatie van Planeten.

## Verloop van de aflevering
Het is 2161. Kapitein Jonathan Archer staat op het punt om zijn handtekening te zetten onder het verdrag dat de stichting van de Verenigde Federatie van Planeten betekent. Over een aantal dagen zal dat gebeuren, waarna de Enterprise in opslag zal worden geplaatst. Travis Mayweather en Hoshi Sato zijn op de brug. Zij bespreken hun toekomstplannen, omdat hun schip binnenkort geen missies meer zal draaien. Dan komt luitenant Malcolm Reed aanlopen, die zich afvraagt of de kapitein een speech moet geven bij de ceremonie. Overste T'Pol zegt dan dat hij op dat moment zijn speech aan het schrijven is. Een tijdje later komt hij op de brug, waar hij vraagt hoe je de naam van de Tellarite ambassadeur uitspreekt, die hij Challash noemt. Hoshi verbetert hem en zegt dat het Shallash is. Hierna klaagt Archer dat hij in zijn speech te veel eer aan zichzelf toeschrijft. Hierna worden ze gecontacteerd door admiraal Douglas, die Archers toestemming vraagt voor de protocollen voor het in opslag plaatsen van het sterrenschip. Archer verzekert de admiraal dat hij alles dat hij nodig heeft aan hem zal geven na de ceremonie.
Hierna komt er ineens een stem die alle hoofdofficieren naar de brug roept. Een vaandrig met een baard zegt dat dat het programma gepauzeerd moet worden. De gehele bemanning staat dan stil, waarna blijkt dat het verhaal een holosimulatie is van William T. Riker. Hij loopt dan het holodek uit, en gaat verder met zijn verplichtingen als Eerste Officier van de USS Enterprise NCC-1701D

### De missie
Archer wordt opgeroepen door Thy'lek Shran. Archer is verbaasd, omdat hij dacht dat die al een tijd was overleden, maar het blijkt dat Shran een aantal verkeerde vrienden had gemaakt, waardoor hij ondergedoken zat. Echter, een aantal criminelen hebben zijn dochtertje ontvoerd, en hij vraagt aan Archer of hij hem wil helpen. Eerst sputtert hij tegen, omdat hij binnen een aantal dagen bij de ceremonie moet zijn, maar uiteindelijk belooft hij te helpen. Ze moeten naar de planeet Rigel X. Daar bedenken ze een plan om de dochter van Shran te redden. Een team wordt samengesteld om via een truc de criminelen in de val te lokken, waarna Shran zijn dochter weer kan zien. Tijdens deze actie komt Trip Tucker kort in gevaar, maar de kapitein kan hem in veiligheid brengen.
Hierna is iedereen op de Enterprise, waarna ze gauw een koers weg van de planeet zetten. Shran verzekert Archer dat hun schip sneller is dan dat van zijn vijanden. Ze worden echter even later ingehaald, waarna de criminelen het schip enteren en dreigen onder andere de kapitein te vermoorden als ze hun zin niet krijgen. Trip Tucker bedenkt een manier om ze allemaal uit te schakelen, door middel van een elektrische ontlading. Echter betekent dit ook zijn eigen dood.
Uiteindelijk keren ze weer terug naar de Aarde, waar Archer het verdrag tekent. Ondertussen werd ook William Riker gevolgd. Hij gebruikte het programma om zijn dilemma op te lossen, door te spreken met de bemanningsleden. Uiteindelijk zegt hij tegen Deanna Troi dat hij naar kapitein Jean-Luc Picard zal gaan om te vertellen wat de echte waarheid is achter een schipramp op de Pegasus, een aantal jaren eerder. Hij mocht met niemand praten over het voorval, maar besluit dit bevel niet op te volgen.

## Citaten
"Here's to the next generation."
"Op de volgende generatie."
- Archer, als hij toast met Trip
"All good things..."
- Malcolm, als hij het heeft over het naderende einde van hun missies (ook een knipoog naar de laatste aflevering van Star Trek: The Next Generation)
"Our brig is bigger than this!"
"Onze cellen zijn groter dan dit!"
- Riker over de Ready Room van kapitein Archer
"No fish tank."

"How could Archer survive without a fish tank?"
"Geen aquarium."
"Hoe kan Archer overleven zonder een aquarium?"
- Riker en Troi over de inrichting van de Ready Room van de kapitein.
"Thanks, pink skin."
"Bedankt, rozehuid."
- Talla
"You can all go straight to Hell!"
"Jullie kunnen allemaal naar de hel gaan!"
- Trip tegen de criminelen, voordat hij ze opblaast
"Just beyond the next planet, just beyond the next star..."
"Nét achter de volgende planeet, nét na de volgende ster..."
- Archer tegen T'Pol. (een knipoog naar de laatste woorden van James T. Kirk geleend van "Peter Pan" in Star Trek VI)
"To boldly go where no man has gone before."
"Moedig te gaan waar geen man eerder is geweest."
- Captain Archer. Deze zin was de start van de serie bij Broken Bow."

## Achtergrondinformatie
- Dit is de laatste aflevering van Star Trek: Enterprise. Het is de eerste finale van een Star Trekserie na de The Counter-Clock Incident die geen dubbele lengte heeft.
- Deze aflevering betekende het einde van een continue productie van één of meerdere Star Trekseries die startte in 1987 met The Next Generation.
- Eigenlijk speelt deze gehele aflevering zich af op een holodek, op een aantal scènes na.
- Tijdens een Star Trekconventie in 2007 zei Brannon Braga dat hij spijt had van een aantal dingen in de aflevering. Hij wilde dat het een "valentijn voor de fans" zou worden, en dat het concept cool was, maar dat het niet werkte, en "geen compleet succes was." Jonathan Frakes zei, net als vele anderen op diezelfde conventie, dat de aflevering niet goed was/beter had gekund.[1]
- Deze aflevering is uitgeroepen tot slechtste van de hele Star Trek reeks.[2]

## Acteurs

### Hoofdrollen
- Scott Bakula als kapitein Jonathan Archer
- John Billingsley als dokter Phlox
- Jolene Blalock als overste T'Pol
- Dominic Keating als luitenant Malcolm Reed
- Anthony Montgomery als vaandrig Travis Mayweather
- Linda Park als vaandrig Hoshi Sato
- Connor Trinneer als overste Charles "Trip" Tucker III

### Gastrollen
- Jeffrey Combs als Shran (hologram)
- Jonathan Schmock als een criminele buitenaardse persoon (hologram)

### Speciale gastrollen
- Marina Sirtis als Deanna Troi
- Jonathan Frakes als overste William T. Riker

### Bijrollen
- Solomon Burke junior als een vaandrig (hologram)
- Jef Ayres als een medisch technicus (hologram)
- Jasmine Anthony als Talla (hologram)
- Majel Barrett als de computerstem
- E. Michael Fincke als een technicus (hologram)

### Stand-ins en stuntdubbelgangers
- David Keith Anderson als stand-in voor Anthony Montgomery
- Evan English als stand-in voor Dominic Keating
- Melissa Vinicor als stand-in voor Marina Sirtis
- Cricket Yee als stand-in voor Linda Park